# Orbithyone
Orbithyone is een geslacht van zeekomkommers uit de familie Cucumariidae. De wetenschappelijke naam van het geslachtwerd in 1938 voorgesteld door Hubert Lyman Clark.

## Soorten
- Orbithyone megapodia Clark, 1938